# Horário comercial
O horário comercial é o período de tempo durante o qual os estabelecimentos de comércio e serviços realizam atendimento ao consumidor.